# Маккензи, Джон, лорд Маклауд
Джон Маккензи, лорд Маклауд (англ. John Mackenzie, Lord MacLeod ; 1727 — 2 апреля 1789) — шотландский дворянин, политик-якобит и солдат удачи.

## Биография

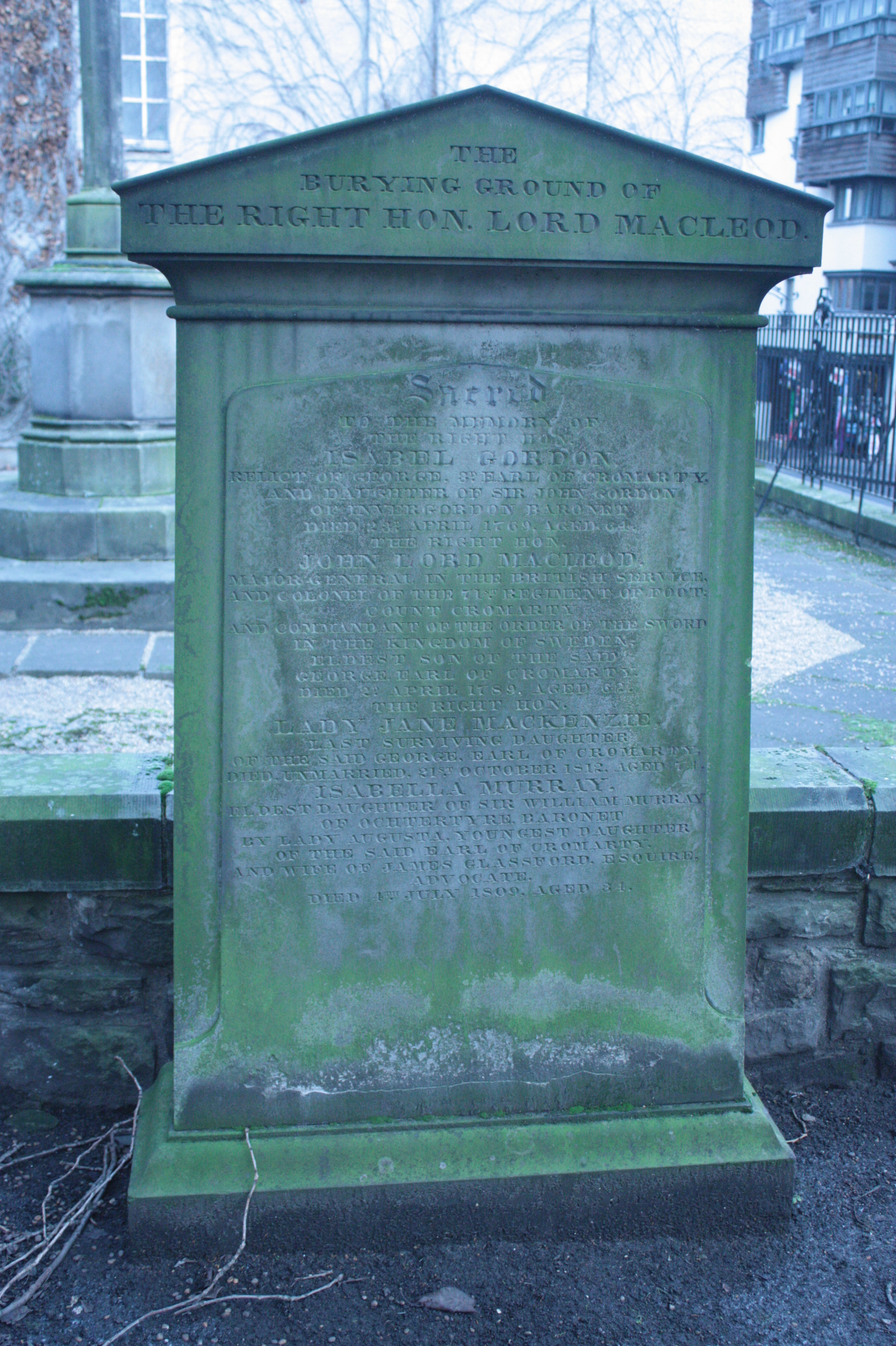
Могила лорда Маклауда, Кэнонгейт Киркьярд, Эдинбург.

Он родился в 1727 году в замке Леод недалеко от Стратпеффера, Шотландия. Старший сын Джорджа Маккензи, 3-го графа Кромарти (ок. 1703—1766), и Изабель Гордон (ок. 1706—1769). Он был масоном, его отец был Великим Мастером Великой Ложи Шотландии в 1737—1738 годах.
4 июня 1786 года Джон Маккензи женился на Достопочтенной Марджери Форбс (1761—1842), дочери Джеймса Форбса, 16-го лорда Форбса.
C 1731 года Джон Маккензи носил титул учтивости — лорд Маклауд. Отправившись на борт шлюпа «Гаунд» к повстанческой армии, он сражался с кланом своего отца в битве при Фолкерке, возглавив полк Кромарти, насчитывавший около 500 членов клана, во время якобитского восстания 1745 года, во время которого он был взят в плен вместе со своим отцом и 218 другими людьми 15 апреля 1746 года в замке Данробин отрядом ополчения Уильяма Сазерленда, 17-го графа Сазерленда, за день до битвы при Каллодене, во время последней осады на материке Великобритания. 20 декабря 1746 года он не предстал перед комиссарами, хотя и признал себя виновным в государственной измене, но получил полное помилование 26 января 1748 года при условии, «что в течение шести месяцев после своего 21-летия он передаст короне все свои права в графстве», которое было конфисковано в 1746 году. Позже он напишет Мемориалы Джона Мюррея из Бротона, бывшего секретаря принца Чарльза. Рассказ Джона Маккензи, лорда Маклауда, старшего сына графа Кромарти, единственного человека, который не предстал перед судом за государственную измену и был помилован.
Покинув Шотландию, Джон Маккензи первоначально жил в Берлине у фельдмаршала Джеймса Кейта, который помог ему получить комиссию в шведской армии в 1750 году. Получив финансовую помощь для снаряжения для службы от Жоржа де Булони, по рекомендации лорда Джорджа Мюррея он поступил служба в Шведской Померании в качестве наёмника. Описанный лордом Джорджем как «молодой человек настоящих заслуг», он должен был получить повышение на службе шведского короля. Это ожидание оправдалось во время его службы шведской короне в течение двадцати семи лет с отличием, получения звания генерал-лейтенанта и последующего награждения командорским орденом Меча Швеции.
Во время Семилетней войны он присоединился к прусской армии в качестве добровольца, прослужив во второй кампании 1757 года. Став графом Швеции, он вернулся в Шотландию в 1771 году и был первым полковником 73-го пехотного полка (Горцы Маклеода, 71-й пехотный полк) с 1772 года, а затем 1-го батальона Хайлендской легкой пехоты в 1777 году.
9 декабря 1778 года его шведский титул был признан королём Великобритании Георгом III. С 1779 года он служил со своим полком в Ост-Индской кампании против Хайдера Али, присоединившись к армии под командованием генерал-майора сэра Гектора Манро, собранной на горе Сент-Томас в Мадрасе в июле 1780 года. Хотя в то время он не был в батальоне, он был полностью разбит во время битвы при Конджевераме 10 сентября 1780 года. После разногласий с генерал-майором Манро по поводу проигрыша битвы Джон Маккензи вернулся в Шотландию, но до своей смерти оставался полковником полка. В 1784 году ему было присвоено звание генерал-майора.
Вернувшись в Шотландию, Джон Маккензи поселился в Россшире, где занялся политикой, занимая должность члена парламента (тори) в 1780—1784 годах.
Получив звание генерал-майора в 1782 году, он вернул себе свои родовые поместья в 1784 году, возвращенные ему парламентским актом, за уплату 19 010 фунтов стерлингов за долги по поместьям . Остаток своей жизни он провел в поместье, которое значительно улучшил, посадив тысячи деревьев и построив новый особняк Тарбат-хаус.
Джон Маккензи умер в Эдинбурге 2 апреля 1789 года после года болезни, не оставив потомков, и был похоронен в Кэнонгейт-Киркьярд в Эдинбурге. Могила находится сразу справа (восток) от входа на погост. Его поместья перешли к его двоюродному брату Кеннету Маккензи (? — 1796).